# Lubania (Łódź)
Pour les articles homonymes, voir Lubania (Sainte-Croix).
Lubania est une localité polonaise de la gmina de Sadkowice, située dans le powiat de Rawa Mazowiecka en voïvodie de Łódź.